# Halvbjørne
Halvbjørne (Procyonidae) er navnet på en familie inden for rovdyrordenen. Dyrene vejer mellem 900g og 12 kg og måler mellem 30 cm og 67 cm. Familien indeholder 6 slægter med 19 arter.

## Klassifikation
- Familie Halvbjørne Procyonidae
  - Knataquiler, Bassaricyon, 5 arter (kuataquil...)
  - Kakomistler, Bassariscus, 2 arter (kakomistl...)
  - Næsebjørne, Nasua, 3 arter (rød næsebjørn, næsebjørn...)
  - Dværgnæsebjørn, Nasuella olivacea, 1 art
  - Snohalebjørn eller Kinkajn eller honning bjørn, Potos flavus, 1 art
  - Vaskebjørne, Procyon, 7 arter (almindelig vaskebjørn, krabbevaskebjørn...)